# 小馬命婦
小馬命婦（こうまのみょうぶ/こまのみょうぶ、生没年不詳）は、平安時代円融朝の女流歌人。生没年及び系譜不詳。馬古曽（むまこそ）とも呼ばれた。
関白藤原兼通及び藤原媓子（兼通の娘・円融天皇皇后）に女房として仕える。天元2年（979年）に媓子が崩御した後、出家した。元良親王・藤原高遠・紀以文・清原元輔らと交流があった。
家集に『小馬命婦集』があり、勅撰和歌集では『拾遺和歌集』『新古今和歌集』『玉葉和歌集』に計7首が入集している。
- 数ならぬ身ははしたかの鈴鹿山とはぬに何の音をかはせむ（玉葉和歌集1568）